# 김도현 (1852년)
김도현(金道鉉, 1852년 7월 14일 ~ 1915년 12월 22일) 경상북도 영양 출신의 의병장이다. 을미사변 후 의병을 모집 안동으로 진군 등 경북 동북부에서 유격활동 등등 독립운동을 하였다.
1907년 일제에 체포되어 대구감옥에 수감 이후 육영사업에 힘쓰다가 1910년 국권이 상실되자 동해로 가서 투신 순국하였다. 순국한 위치에 도해단이란 기념비가 세워졌고 1962년 건국훈장 독립장이 추서되었다.ㄹ

## 같이 보기
- 검산성 - 경상북도 영양군 청기면에 있는 산성으로 김도현 선생이 개인재산을 들여 의병항쟁을 위해 쌓은 산성이다.